# Paroizolacja
Paroizolacja – warstwa w ścianie lub stropie, której zadaniem jest przeciwdziałanie przenikaniu pary wodnej z pomieszczenia do zewnętrznych warstw przegrody.
W pomieszczeniach, gdzie przebywają ludzie wilgotność względna powinna wynosić 50-70%. W niektórych pomieszczeniach może wynosić więcej ze względu na czynności tam wykonywane (gotowanie, pranie, kąpiel) lub z innych powodów (Palmiarnie itp). Para wodna zawarta w powietrzu wnika do wnętrza ścian. Temperatura w ścianie zmienia się od pokojowej na jej wewnętrznej stronie do temperatury zewnętrznej-na zewnętrznej stronie. W zależności od różnicy temperatur, w pewnym miejscu przekroju ściany temperatura osiąga punkt rosy i para wodna skrapla się, powodując zawilgocenie materiału, z którego zbudowana jest ściana. Powoduje to szereg niekorzystnych zmian: wzrasta przewodnictwo cieplne ściany, możliwy jest rozwój pleśni, szkodliwych dla materiałów i dla zdrowia ludzi, możliwe jest zamarzanie ściany i jej niszczenie.
Paroizolację wykonuje się najczęściej z folii z tworzyw sztucznych, czasem pokrytych cienką warstw aluminium dla zmniejszenia ucieczki ciepła. Czasem wykorzystuje się papę lub specjalne masy ("folia w płynie") albo farby.
Paroizolacja jest szczególnie ważna w przegrodach z warstwą izolacji termicznej, gdyż materiały termoizolacyjne są najbardziej wrażliwe na zawilgocenie.
W praktyce paroizolacja jest tylko opóźniaczem przenikania pary, gdyż trudno jest zrobić warstwę zupełnie nieprzepuszczalną (para wodna przenika przez większość materiałów, do tego folia jest podziurawiona, choćby zszywkami mocującymi), jednak to wystarczy, gdyż mała ilość pary, która przenika, ma szansę wyparować przez dalsze warstwy przegrody.
W miejscach o klimacie chłodnym paroizolację umieszcza się od wewnętrznej strony ściany zaś w klimacie gorącym- od zewnątrz, aby zapobiec kondensacji na elementach ochładzonych przez klimatyzację